# Louise Gunning-Schepers
Louisa Johanna (Louise) Gunning-Schepers (Amsterdam, 1 juli 1951) is emeritus-universiteitshoogleraar Gezondheid en maatschappij aan de Universiteit van Amsterdam. Ze was tot mei 2024 voorzitter van de Koninklijke Hollandsche Maatschappij der Wetenschappen. Eerder was zij kroonlid van de Sociaal Economische Raad (SER). 

## Biografie
Schepers studeerde geneeskunde aan de Rijksuniversiteit Groningen en behaalde in 1973 haar kandidaatsexamen. Tussen 1975 en 1979 studeerde zij voor een master openbare gezondheidszorg aan de Johns Hopkins-universiteit. Zij promoveerde aan de Erasmus Universiteit Rotterdam in 1988 op The health benefits of prevention. A simulation approach.
In 1991 werd zij hoogleraar geneeskunde aan de Universiteit van Amsterdam. Later werd zij voorzitter van de Raad van Bestuur van het Academisch Medisch Centrum en vanaf 2010 voorzitter van de Gezondheidsraad. Deze laatste functie legde Gunning-Schepers neer toen ze op 1 april 2012 voorzitter werd van de colleges van bestuur (CvB) van zowel de UvA als de HvA; haar duovoorzitterschap was het gevolg van een fusie op stafniveau van beide instellingen.
In 2010 werd Gunning-Schepers Universiteitshoogleraar bij de Universiteit van Amsterdam.
In 2011 was Gunning-Schepers voorzitter van de commissie die de zedenzaak omtrent kinderdagverblijf Het Hofnarretje onderzocht. Van 2013-2019 was zij kroonlid van de Sociaal-Economische Raad. In 2014 trad zij toe tot de raad van commissarissen van de Schiphol Group.
Begin 2015 kreeg Gunning-Schepers landelijke bekendheid gedurende twee bezettingen van panden van de Universiteit van Amsterdam. In februari 2015 bezette een groep studenten een gebouw van de UvA, het Bungehuis in Amsterdam. Gesteund door een deel van de docenten, eisten de studenten meer transparantie en democratie binnen de UvA. Na anderhalve week oordeelde de rechter dat de studenten het Bungehuis dienden te verlaten, aangezien het onderwijs en onderzoek te veel werd gehinderd, waarop de politie het pand ontruimde. Hierna bezetten de studenten het gebouw waar het UvA bestuur zetelt: het Maagdenhuis in Amsterdam. Gedurende zes weken zegde het UvA-bestuur toe werk te maken van democratisering en medezeggenschap en werd een akkoord bereikt met de actiegroepen over het instellen van twee commissies. Een akkoord over een vrijwillig vertrek van de bezetters uit het Maagdenhuis werd door de actievoerders  verworpen. Hierna stapte de UvA alsnog naar de rechter, die oordeelde dat de bezetters het pand dienden te verlaten. De dag hierna volgde ontruiming door de politie, waardoor een gepland festival geen doorgaan kon vinden. Hierop volgde kritiek van diverse UvA-hoogleraren en -docenten, en in een open brief naar NRC Next verzochten zij Gunning-Schepers om op te stappen. De twee centrale medezeggenschapsraden gaven daarop aan voorstander te zijn van een nieuw college van bestuur. Een aantal dagen later stapte Gunning-Schepers op als voorzitter van het college van bestuur van de UvA.
In 2014 trad Gunning-Schepers toe tot de raad van commissarissen van Schiphol Group. Zij werd voorgedragen als opvolgster in april 2015 van raadsvoorzitter Anthony Ruys, maar die voordracht werd ingetrokken als gevolg van de gebeurtenissen rond de UvA, maar per 1 september 2015 werd zij alsnog president-commissaris. Op 12 april 2022 werd zij als president-commissaris van de Schiphol Group opgevolgd door Jaap Winter.
Per 1 april 2017 ging zij bij de UvA met emeritaat.

## Standpunten
Als lid van de Wetenschappelijke Raad voor het Regeringsbeleid (WRR) pleitte Gunning-Schepers in 1997 voor een onderzoek naar de effecten op de vruchtbaarheid door het uitstellen van het krijgen van kinderen. De achtergrond hier was dat zij voorzag dat het geboortecijfer zou gaan dalen, en dat een blijvende daling dramatisch zou kunnen zijn voor de oudedagsvoorziening van de mensen uit de naoorlogse geboortegolf.

## Privé
Schepers trouwde in 1973 met prof. dr. Jan Willem Gunning (1949), econometrist en hoogleraar aan de Vrije Universiteit en lid van de familie Gunning. Het echtpaar heeft twee zonen. Gunning-Schepers is lid van de Partij van de Arbeid.

## Prijzen en onderscheidingen
In 1995 kreeg Gunning-Schepers een Europese prijs voor geneeskunde voor haar inspanningen bij de oprichting van de The European Public Health Association (EUPHA).
Het maandblad Opzij riep Gunning driemaal op rij uit tot machtigste vrouw in de Nederlandse gezondheidszorg (2009-2011) en ook driemaal op rij tot machtigste Nederlandse vrouw in onderwijs en wetenschap (2012-2014).
Bij haar afscheid als voorzitter van de Raad van Bestuur van het AMC op 17 september 2010 werd Gunning-Schepers benoemd tot Officier in de Orde van Oranje Nassau. 
In 2017 werd de Zilveren medaille van de stad Amsterdam aan haar toegekend.

#### Eredoctoraat Heidelberg
Op 22 oktober 2022 ontving Gunning-Schepers een eredoctoraat van Heidelberg University, voor haar “buitengewone vermogen om intellectuele bruggen te slaan”, voortbouwend op haar “wetenschappelijke kennis en ervaring met inter- en transdisciplinaire onderzoeksinitiatieven tussen geneeskunde en sociale wetenschappen.” Daarnaast werd zij geroemd om haar werk voor de Academic Advisory Council van de universiteit. In dit hoogste adviesorgaan van Heidelberg University heeft zij "zich met buitengewone inzet en grote academische, strategische en menselijke bekwaamheid ingezet […] om de institutionele strategie van de universiteit te ontwikkelen en uit te voeren, de interdisciplinaire dialoog te bevorderen en de belangen van studenten en jonge onderzoekers te ondersteunen”, aldus de motivering bij de uitreiking van het eredoctoraat.